# Tomáš Suslov
Tomáš Suslov (* 7. Juni 2002 in Spišská Nová Ves) ist ein slowakischer Fußballspieler. Der Mittelfeldspieler steht aktuell beim niederländischen Verein FC Groningen unter Vertrag und ist für die Saison 2023/24 an Hellas Verona ausgeliehen.

## Karriere

### Verein
Tomáš Suslov begann in seiner slowakischen Heimat mit dem Fußballspielen, bis er 2018 in die Jugendabteilung des niederländischen Erstligisten FC Groningen wechselte. Im Sommer 2019 unterschrieb er seinen ersten Profivertrag und debütierte schließlich am 22. Februar 2020, bei einer 0:1-Niederlage gegen VVV Venlo in der Eredivisie. In der Saison 2020/21 entwickelte er sich zum Stammspieler des Klubs und konnte in 28 Ligaspielen zwei Tore erzielen.
Für die Saison 2023/24 wechselte er per Leihe nach Italien zu Hellas Verona. Die Leihe enthält eine Kaufverpflichtung bei Eintritt bestimmter Bedingungen.

### Nationalmannschaft
Sein Debüt für die slowakische Fußballnationalmannschaft gab er am 18. November 2020, in einem Spiel der Nations League gegen Tschechien. Im Mai 2021 wurde Suslov in den slowakischen Kader für die Europameisterschaft 2021 berufen, kam aber mit diesem nicht über die Gruppenphase hinaus. Am 3. Juni 2022 erzielte er, beim 1:0-Auswärtssieg gegen Belarus, sein erstes Länderspieltor.

## Statistiken

### Verein
- Stand: 12. Juni 2023[7]

| Verein       | Saison  | Liga       | Liga   | Liga | Pokal  | Pokal | Gesamt | Gesamt |
| Verein       | Saison  | Liga       | Spiele | Tore | Spiele | Tore  | Spiele | Tore   |
| ------------ | ------- | ---------- | ------ | ---- | ------ | ----- | ------ | ------ |
| FC Groningen | 2019/20 | Eredivisie | 1      | 0    | 0      | 0     | 1      | 0      |
| FC Groningen | 2020/21 | Eredivisie | 29     | 2    | 1      | 0     | 30     | 2      |
| FC Groningen | 2021/22 | Eredivisie | 29     | 1    | 3      | 0     | 32     | 1      |
| FC Groningen | 2022/23 | Eredivisie | 30     | 1    | 1      | 0     | 31     | 1      |
| FC Groningen | Gesamt  | Gesamt     | 89     | 4    | 5      | 0     | 94     | 4      |
| Gesamt       | Gesamt  | Gesamt     | 89     | 4    | 5      | 0     | 94     | 4      |

### Nationalmannschaft
- Stand: 12. Juni 2023[8]

| Nationalmannschaft | Jahr   | Spiele | Tore |
| ------------------ | ------ | ------ | ---- |
| Slowakei           | 2020   | 1      | 0    |
| Slowakei           | 2021   | 8      | 0    |
| Slowakei           | 2022   | 7      | 1    |
| Slowakei           | 2023   | 2      | 0    |
| Gesamt             | Gesamt | 18     | 1    |